# 劉貴梅
劉貴梅（英語：Lau Kwai-mui，1975年10月16日—），是民主黨成員，前任香港葵青區議會大白田東選區議員。

## 參選2019年香港區議會選舉
2019年區議會選舉，當時人口估算約16,560人，議席由 民建聯成員兼註冊教師郭玲麗， 民主黨成員劉貴梅（劉貴梅亦是現任石籬北區議員林紹輝的妻子）及無申報政治聯繫的劉衍銘爭奪。最終，劉貴梅以接近500票之差擊敗郭玲麗勝出。
| 政党   | 政党   | 候选人    | 票数  | %     | ±      |
| ------ | ------ | --------- | ----- | ----- | ------ |
|        | 民建聯 | ①. 郭玲麗 | 2,407 | 44.72 | 不適用 |
|        | 民主黨 | ②. 劉貴梅 | 2,902 | 53.92 | 不適用 |
|        | 獨立   | ③. 劉衍銘 | 73    | 1.36  | 不適用 |
| 多数票 | 多数票 | 多数票    | 495   | 9.20  | 不適用 |